# دون كولينز (لاعب بولينغ)
دون كولينز (بالإنجليزية: Don Collins)‏ هو لاعب بولينغ أسترالي، ولد في 1927، وتوفي في 26 يونيو 2010.